# VC Nagano Tridents 2019-2020
Questa voce raccoglie le informazioni riguardanti i VC Nagano Tridents nella stagione 2019-2020.

## Stagione
I VC Nagano Tridents partecipano alla stagione 2019-20 senza alcuna denominazione sponsorizzata.
In seguito alla cancellazione della Coppa dell'Imperatore e del Torneo Kurowashiki a causa della pandemia di COVID-19 in Giappone, partecipano alla sola V.League Division 1, classificandosi al decimo posto.

## Organigramma societario
Area direttiva
- Presidente: Seiya Sasagawa

Area tecnica
- Allenatore: Ahmad Masajedi
- Assistente allenatore: Takeyoshi Miyazawa

## Rosa
| N° | Nome            | Ruolo | Data di nascita  | Nazionalità sportiva |
| -- | --------------- | ----- | ---------------- | -------------------- |
| 1  | Patryk Strzeżek | O     | 19 novembre 1989 | Polonia              |
| 2  | Yusuke Sugai    | O     | 10 marzo 1997    | Giappone             |
| 3  | Yusaku Tagami   | C     | 4 maggio 1994    | Giappone             |
| 5  | Shingo Kasari   | S     | 29 gennaio 1997  | Giappone             |
| 7  | Yu Kuriki       | S     | 29 luglio 1992   | Giappone             |
| 9  | Kota Ikeda      | S     | 8 febbraio 1997  | Giappone             |
| 10 | Takaki Sugiyama | L     | 8 maggio 1990    | Giappone             |
| 12 | Kengo Yamamoto  | L     | 22 giugno 1992   | Giappone             |
| 13 | Meguru Tsubaki  | P     | 2 febbraio 1995  | Giappone             |
| 14 | Ryoma Yanuki    | C     | 24 dicembre 1995 | Giappone             |
| 15 | Taihei Hazama   | C     | 8 aprile 1997    | Giappone             |
| 16 | Kenshi Morisaki | C     | 25 luglio 1992   | Giappone             |
| 17 | Ayato Matsumura | S     | 19 aprile 1998   | Giappone             |
| 18 | Kentaro Osawa   | L     | 28 agosto 1995   | Giappone             |
| 21 | Kazuki Takasawa | S     | 6 luglio 1995    | Giappone             |
| 24 | Tsubasa Osada   | P     | 30 aprile 1993   | Giappone             |

## Statistiche

### Statistiche di squadra
| Competizione        | Punti | In casa | In casa | In casa | In trasferta | In trasferta | In trasferta | Totale | Totale | Totale |
| Competizione        | Punti | G       | V       | P       | G            | V            | P            | G      | V      | P      |
| ------------------- | ----- | ------- | ------- | ------- | ------------ | ------------ | ------------ | ------ | ------ | ------ |
| V.League Division 1 | 9     | ?       | ?       | ?       | ?            | ?            | ?            | 27     | 3      | 24     |
| Totale              | -     | ?       | ?       | ?       | ?            | ?            | ?            | 27     | 3      | 24     |

G = partite giocate; V = partite vinte; P = partite perse

### Statistiche dei giocatori
| Giocatore    | V.League Division 1 | V.League Division 1 | V.League Division 1 | V.League Division 1 | V.League Division 1 | Totale | Totale | Totale | Totale | Totale |
| Giocatore    | P                   | PT                  | AV                  | MV                  | BV                  | P      | PT     | AV     | MV     | BV     |
| ------------ | ------------------- | ------------------- | ------------------- | ------------------- | ------------------- | ------ | ------ | ------ | ------ | ------ |
| T. Hazama    | 9                   | 7                   | 4                   | 2                   | 1                   | 9      | 7      | 4      | 2      | 1      |
| K. Ikeda     | 27                  | 330                 | 278                 | 28                  | 24                  | 27     | 330    | 278    | 28     | 24     |
| S. Kasari    | 27                  | 78                  | 69                  | 4                   | 5                   | 27     | 78     | 69     | 4      | 5      |
| Y. Kuriki    | 27                  | 111                 | 97                  | 9                   | 5                   | 27     | 111    | 97     | 9      | 5      |
| A. Matsumura | 24                  | 1                   | 1                   | 0                   | 0                   | 24     | 1      | 1      | 0      | 0      |
| K. Morisaki  | 27                  | 153                 | 112                 | 30                  | 11                  | 27     | 153    | 112    | 30     | 11     |
| T. Osada     | 27                  | 4                   | 0                   | 3                   | 1                   | 27     | 4      | 0      | 3      | 1      |
| K. Osawa     | 22                  | 0                   | 0                   | 0                   | 0                   | 22     | 0      | 0      | 0      | 0      |
| P. Strzeżek  | 27                  | 498                 | 445                 | 34                  | 19                  | 27     | 498    | 445    | 34     | 19     |
| Y. Sugai     | 27                  | 11                  | 11                  | 0                   | 0                   | 27     | 11     | 11     | 0      | 0      |
| T. Sugiyama  | 8                   | 0                   | 0                   | 0                   | 0                   | 8      | 0      | 0      | 0      | 0      |
| Y. Tagami    | 19                  | 1                   | 0                   | 0                   | 1                   | 19     | 1      | 0      | 0      | 1      |
| K. Takasawa  | 27                  | 12                  | 8                   | 0                   | 4                   | 27     | 12     | 8      | 0      | 4      |
| M. Tsubaki   | 27                  | 28                  | 11                  | 17                  | 0                   | 27     | 28     | 11     | 17     | 0      |
| K. Yamamoto  | 26                  | 0                   | 0                   | 0                   | 0                   | 26     | 0      | 0      | 0      | 0      |
| R. Yanuki    | 27                  | 137                 | 95                  | 37                  | 5                   | 27     | 137    | 95     | 37     | 5      |

P = presenze; PT = punti totali; AV = attacchi vincenti; MV = muri vincenti; BV = battute vincenti